# Башарри
Башарри (араб. بشري‎) — город в Ливане, мухафаза Северный Ливан. Расположен на высоте 1400 метров над уровнем моря (другие данные — 1650 метров). Число жителей — около 20 000 человек. Город известен миру как родина Джебрана Халиля Джебрана.
История города началась в античное время, с финикийского селения, в 7 веке здесь поселились марониты. В настоящее время — духовный центр маронитской церкви. Вплоть по XIX век здесь говорили на арамейском языке.
Туристический, горнолыжный центр.
Башарри был предложен правительством Ливана как кандидатура на Зимние Олимпийские игры 2018 года.